# Lépi
Lépi – miasto w Angoli, w prowincji Huambo.